# Allsvenskan i handboll för damer 1978/1979
Allsvenskan i handboll för damer 1978/1979 vanns av Stockholmspolisens IF, som efter slutspel även vann svenska mästerskapet.

## Sluttabell

### Grundserien
| Nr | Lag                    | Matcher | Vinst | Oavgjort | Förlust | Målskillnad | Poäng |
| -- | ---------------------- | ------- | ----- | -------- | ------- | ----------- | ----- |
| 1  | Stockholmspolisens IF  | 18      | 16    | 0        | 2       | 412-265     | 32    |
| 2  | Borlänge HK            | 18      | 14    | 1        | 3       | 359-238     | 29    |
| 3  | Irsta HF               | 18      | 14    | 0        | 4       | 330-231     | 28    |
| 4  | Skånela IF             | 18      | 10    | 2        | 6       | 334-296     | 22    |
| 5  | IF Skade               | 18      | 10    | 1        | 7       | 285-273     | 21    |
| 6  | Göteborgs Kvinnliga IK | 18      | 5     | 3        | 10      | 283-336     | 13    |
| 7  | IK Bolton              | 18      | 4     | 2        | 12      | 271-310     | 10    |
| 8  | HK Linne               | 18      | 4     | 1        | 13      | 303-279     | 9     |
| 9  | Mölndals HF            | 18      | 3     | 3        | 12      | 217-325     | 9     |
| 10 | Kävlinge HK            | 18      | 2     | 3        | 13      | 265-388     | 7     |

## SM-slutspel
Stockholmspolisens IF blev svenska mästarinnor